# Ездра
Е́здра (от греч. Έσδράς; ивр. עֶזְרָא‎, Эзра; лат. Esdras — около V века до н. э., в исламе известен под именем Узайр) — иудейский священник, возвратившийся после вавилонского плена, воссоздавший еврейскую религиозно-этническую идентичность на основе закона Торы. 
Персонаж и заявленный автор Книги Ездры.
В Талмуде Эзра расценивается как один из величайших деятелей еврейской истории и основоположник раввинистического иудаизма.
Иосиф Флавий описывает Ездру как личного друга персидского царя Ксеркса. Согласно библейской Первой книге Ездры, «дал ему царь все по желанию его, так как рука Господа Бога его была над ним» (1 Езд. 7:6).

## Родословие

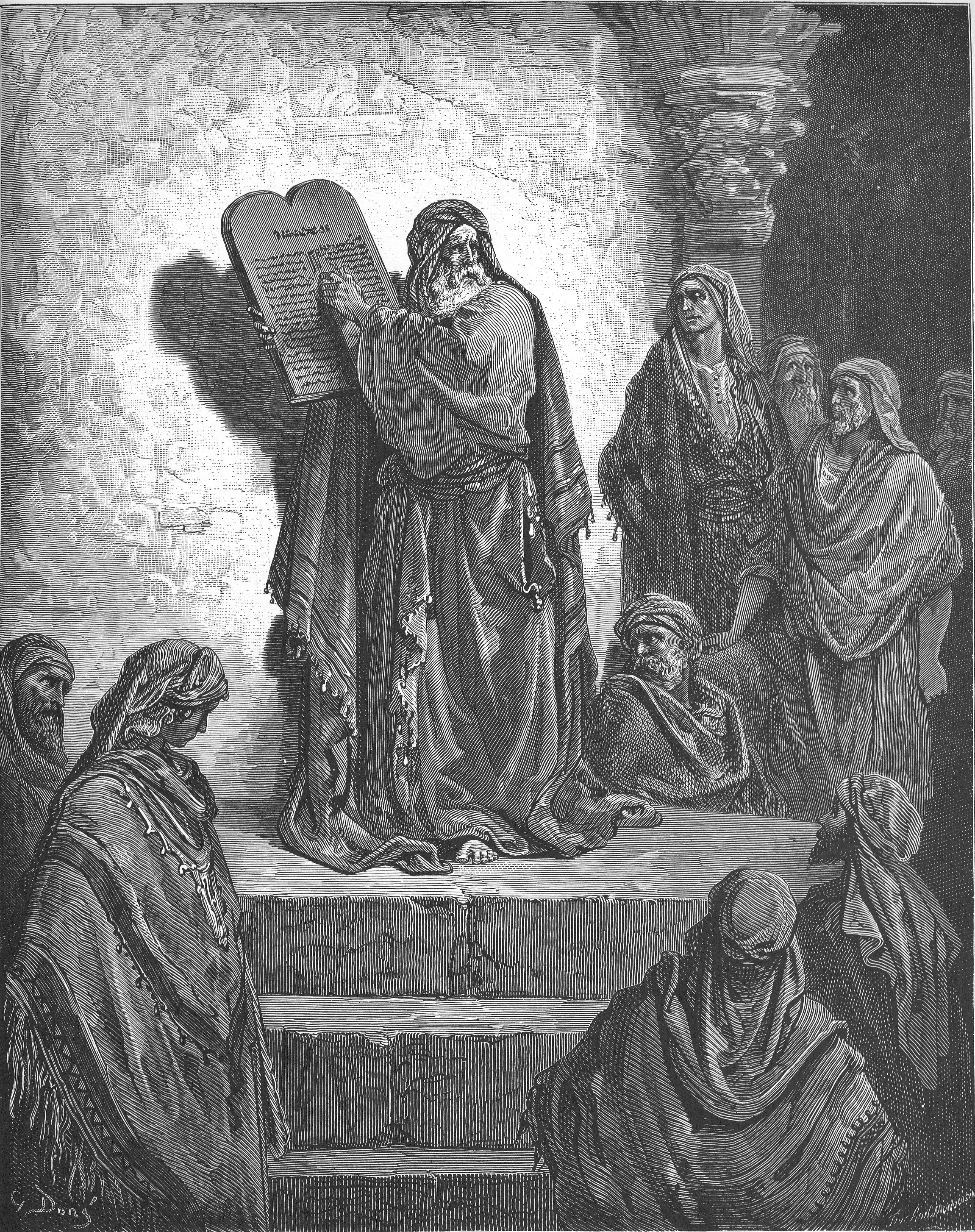
«И открыл Ездра книгу пред глазами всего народа»

Родословная, приведённая в 1 Езд. 7:1-5 указывает, что Ездра был сыном Сераии (Шурайзы) и происходил от первого первосвященника Аарона (1 Езд. 7:5). 
При сравнении этой родословной с перечислением потомков Аарона в 1 Пар. 6:2-14, можно увидеть, что некоторые предки в родословии Ездры упущены, возможно, по ошибке переписчиков. 
Между Ездрой и Сераией приблизительно 130 лет разницы, так как Сераия, согласно библейской Первой книге Паралипоменон, был отцом первосвященника Иоседека (1 Пар. 6:14), уведённого в плен, а сам Сераия был казнён по приказу Навуходоносора в Ривле (4 Цар. 25:18—21). 
Согласно Толковой Библии преемников А. П. Лопухина, Сераия не был отцом Ездры, и ближайшие предки Ездры опущены, может быть, потому, что они не были первосвященниками.

## Жизнеописание
Поскольку усилия Ездры способствовали приданию еврейской религии формы, которая была призвана определять её в течение предстоящих столетий, его с определённой долей уверенности можно назвать отцом иудаизма, то есть определённой формы еврейской религии, появившейся после вавилонского плена. Она имела в глазах народа столь большое значение, что более поздняя традиция расценивала его не больше и не меньше, как второго Моисея.
Согласно Библии, Ездра прибыл в Иерусалим в седьмом году от начала царствования персидского царя Артаксеркса (Ездр. 7:7) (в еврейском тексте — Артахшашта). Как правило, он отождествляется с Артаксерксом I (в этом случае Ездра прибыл в Иерусалим примерно в 458 году до н. э.); но существует и версия отождествления с Артаксерксом II, тогда приход Ездры датируется 398 годом до н. э. Иосиф Флавий отождествлял Артахшашту с Ксерксом и считал, что прибытие Ездры в Иерусалим имело место в 7-й год правления не Артаксеркса, а Ксеркса, то есть в 479 году до н. э.
В то время Иерусалим, как и вся территория Палестины, входил в состав Персидского царства. Когда Ездра прибыл в Иерусалим, ситуация в Иудее его разочаровала. Была распространена религиозная разобщённость. Закон (Тора) во многом не соблюдался, а общественные и личные нравы жителей были на низком уровне. Помимо этого, смешанные браки с чужеземками (язычницами) представляли определённую опасность, так как грозили сообществу смешением с языческим окружением и потерей самобытности и утрате Завета с Богом. Ездра был священником и «книжником, сведущим в Законе», и, очевидно, придерживался строго консервативного взгляда на отношения евреев с язычниками. Именно в несоблюдении Закона Ездра видел причины ослабления и падения Иудейского царства и последовавшее за ним пленение.
Весной Ездра отправился из Вавилона во главе большого каравана и прибыл через четыре месяца в Иудею. Он имел официальный статус особого уполномоченного персидского царя. Персы были терпимы к культам других этносов, но чтобы предотвратить внутреннюю борьбу и не дать развиться волнениям под религиозным знаменем, позволили урегулировать эти проблемы под контролем ответственной авторитетной персоны. Преобразование Иудеи в сатрапию — административной области — к западу от реки Евфрат было поручено Ездре.

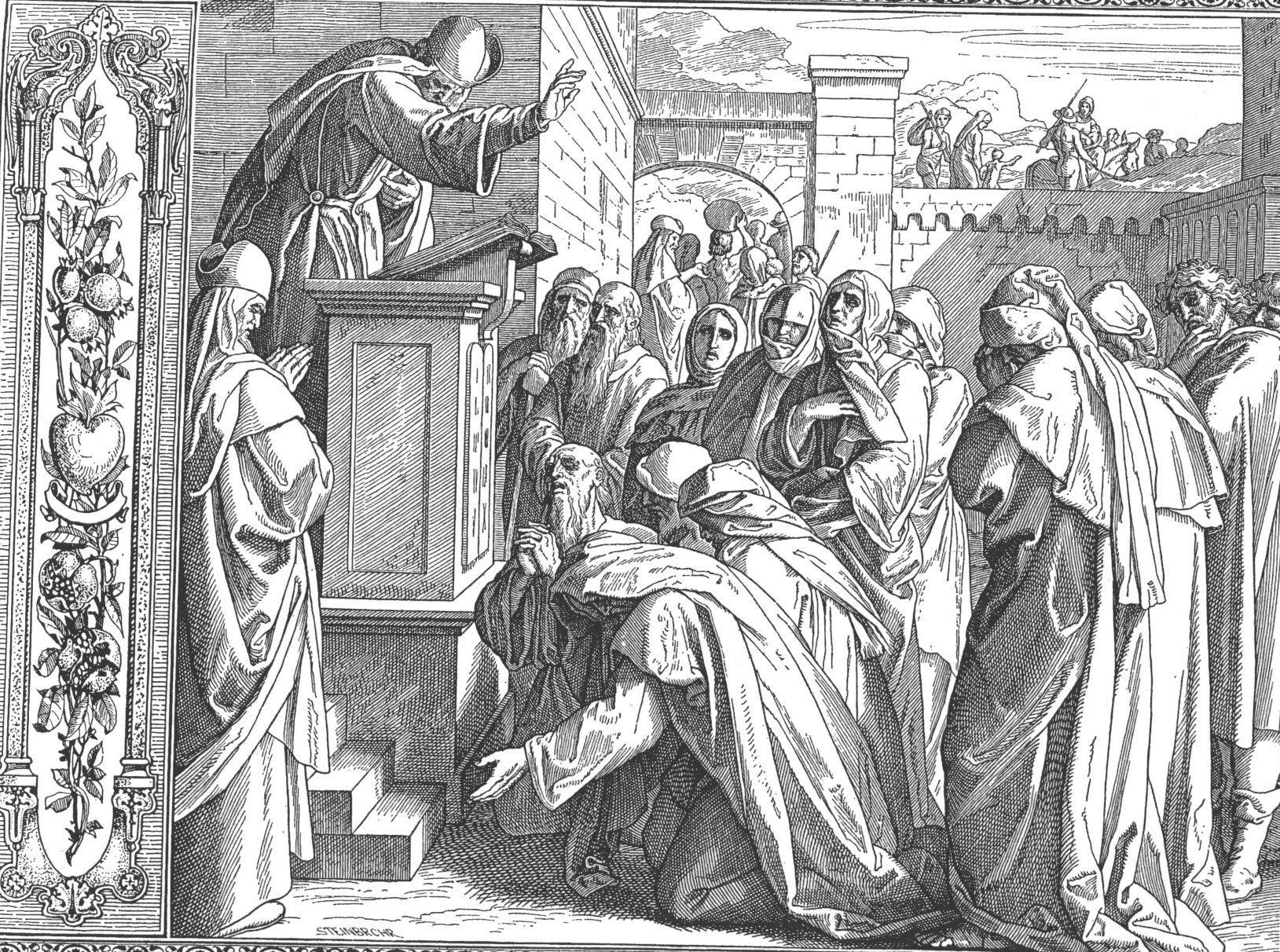
«Ездра объявляет закон», Юлиус Шнорр фон Карольсфельд, 1860

В Иерусалиме Ездра предпринял различные меры для восстановления иудейского общества. Осенью — в год своего прибытия в Иерусалим (во время Праздника Кущей) — Ездра представил Закон народу. Ездра также принял меры против смешанных браков, и убедил мужчин добровольно расторгнуть браки с чужеземными жёнами. Деятельность Ездры достигла кульминации, когда иудеи в торжественном завете перед Богом поклялись более не вступать в смешанные браки, воздерживаться от работы в субботний день, отдавать ежегодный взнос на поддержку Храма, регулярно представлять десятины и пожертвования и исполнять требования Закона.
После проведения этих мероприятий в иудейском обществе о Ездре ничего не известно. Историк I века н. э. Иосиф Флавий в своих «Иудейских древностях» писал, что Ездра дожил до преклонного возраста, умер и был погребён в Иерусалиме. Согласно другому преданию (что упоминается у Вениамина Тудельского, Петахии из Регенсбурга, Иехуды Алхаризи), Ездра вернулся в Вавилон, где его предполагаемая усыпальница в деревне Узер близ города Басра (ныне Ирак) являлась святыней, к которой в период между праздниками Песах и Шавуот совершались паломничества. Местные мусульмане приписывали ей сверхъестественные свойства и связывали с ней легенды.
Помимо заявленного авторства книги Ездры, Ездра, по иудейскому преданию, считается одним из собирателей библейских книг (вместе с Неемией и Малахией), оформившим, таким образом, первичный библейский канон.

## В христианстве
В античной и раннесредневековой христианской литературе с именем Ездры связывали ряд псевдоэпиграфических и мистических сочинений. В качестве неканонических книг в Синодальный перевод Библии входят Вторая и Третья книги Ездры.

## В исламе

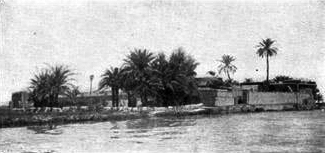
Место, которое традиционно называют гробницей Узайра в аль-Узайре возле Басры.

В исламе Ездра носит имя ‘Узайр. Согласно Корану, иудеи объявили его сыном Аллаха. Он был послан в период между пророком Сулейманом и Закарией. Известные материалы об иудаизме V—VII вв. позволяют говорить лишь о незначительном по степени выделении Эзры из ряда почитаемых фигур иудаизма. Вероятно, в Аравии существовала иудейская секта, которая особо почитала Эзру. Среди мусульманских богословов имеется разногласие относительно того, был ли Узайр пророком (наби) или праведником (салих).
Согласно преданию, Узайр с малых лет изучал Таурат (Тору). Его отец Шурайза был потомком Харуна (Аарона). Когда Бухтуннассар (Навуходоносор) захватил Иерусалим (Кудс), Узайр был пленён и увезён в Вавилон (Бабиль). После освобождения решил вернуться в Иерусалим, но нашёл город разрушенным до основания. После того, как Узайр усомнился в способности Аллаха вернуть его к жизни, Аллах умертвил его и воскресил через 100 лет. Воскреснув, Узайр увидел, что Иерусалим заново отстроен. Он встретил больную женщину, которой поведал о себе, затем помолился за неё Аллаху, и она исцелилась. Женщина рассказала израильтянам о чудесном возвращении Узайра. Некоторые жители города потребовали доказательств того, что он и есть тот самый Узайр; тогда он прочитал им наизусть весь Таурат, который к тому моменту был утерян. Затем он стал проповедовать шариат Мусы и призывать народ Израиля к вере в Единого Бога (Аллаха), но они отвергли его. Некоторые утверждали, что Таурат, которую он им читает, искажён, но у одного израильтянина сохранился небольшой фрагмент Таурата, с которым и сравнили слова Узайра. Оказалось, что содержание этого фрагмента полностью совпадает с тем, что читал Узайр.
После возвращения ковчега и обретения подлинного текста Таурата поражённые израильтяне сочли Узайра «сыном Аллаха». Узайр отверг это предположение и предупредил народ о суровом наказании от Аллаха за подобное святотатство. Назвав Узайра сыном Бога, иудеи совершили преступление против истинного единобожия (таухида). После этого Узайр долгое время наставлял свой народ на истинный путь. После его смерти израильтяне впали в ещё большие грехи и вызвали гнев Аллаха.

## Книги с именем Ездры
- Первая книга Ездры — каноническая книга в Ветхом Завете.
- Вторая книга Ездры — неканоническая ветхозаветная книга, входящая в состав Библии в православии, но отсутствующая в еврейской Библии и не входящая в состав Ветхого Завета в католицизме и протестантизме.
- Третья книга Ездры — неканоническая ветхозаветная книга, имеющаяся в славянской и русской Библии.
- Откровение Ездры — христианский апокриф.

В основных переводах Ветхого Завета книги Ездры и близкая к ним книга Неемии имеют различные наименования
| Начало 1 главы                                                                                  | Синодальный (1876) и церковнославянский (1751) | Танах  | Септуагинта (III—I вв. до н.э.) | Вульгата (V век)                | Англоязычные издания                                                  |
| В первый год Кира, царя Персидского, во исполнение слова Господня из уст Иеремии… (10 глав)     | 1 Ездры                                        | Ездры  | Ἒσδρας Β'                       | 1 Esdras                        | Ezra                                                                  |
| Слова Неемии, сына Ахалиина. В месяце Кислеве, в двадцатом году, я находился в Сузах… (13 глав) | Неемии                                         | Неемии | Ἒσδρας Β' (продолжение)         | 2 Esdras                        | Nehemiah                                                              |
| И совершил Иосия в Иерусалиме пасху Господу своему… (9 глав)                                    | 2 Ездры                                        | -      | Έσδρας Α'                       | 3 Esdras (нет в Новой Вульгате) | 1 Esdras (в экуменистических изданиях, в протестантских изданиях нет) |
| Вторая книга Ездры пророка, сына Сераии, сына Азарии… (16 глав)                                 | 3 Ездры                                        | -      | -                               | 4 Esdras (нет в Новой Вульгате) | 2 Esdras (в экуменистических изданиях, в протестантских изданиях нет) |